# Louis Thioléron
Louis Thioléron, né le 1er novembre 1890 à Saint-Flour et mort le 31 mars 1976 à Saint-Flour, est un homme politique français.

## Détail des fonctions et des mandats

### Mandats locaux
- Maire de Saint-Flour (Cantal) : 8 mai 1953 - 1er avril 1967
- Conseiller général du canton de Saint-Flour-Nord : 1954 - 1961

### Mandats parlementaires
- Sénateur du Cantal : 20 septembre 1968 - 1er octobre 1971